# Duitsland op het Eurovisiesongfestival 1990
Duitsland deed mee aan het Eurovisiesongfestival 1990 in Zagreb. Het was de 35ste deelname van het land aan het Eurovisiesongfestival.

## Selectieprocedure
De finale werd gehouden in het Deutsches Theater in München en werd gepresenteerd door Hape Kerkeling.
In totaal deden er 10 acts mee aan deze nationale finale.
De winnaar werd gekozen door televoting.
| Volgorde | Artiest                        | Lied                              | Punten | Plaats |
| -------- | ------------------------------ | --------------------------------- | ------ | ------ |
| 1        | Isabel Varell                  | "Melodie d'amour"                 | 3867   | 6      |
| 2        | Chris Kempers and Daniel Kovac | "Frei zu leben"                   | 11955  | 1      |
| 3        | Jürgen Drews                   | "Alpenglühn"                      | 1267   | 9      |
| 4        | Mara Laurien                   | "Wetten, dass..."                 | 2601   | 7      |
| 5        | Bandit                         | "Alles was ich haben will"        | 4064   | 5      |
| 6        | Divo                           | "Melissa"                         | 6004   | 4      |
| 7        | Xanadu                         | "Paloma Blue"                     | 8534   | 2      |
| 8        | Kennzeichen D                  | "Wieder zusamm'"                  | 2454   | 8      |
| 9        | Malibu                         | "Eine Nacht voll Zärtlichkeit"    | 1180   | 10     |
| 10       | Starlight                      | "Hollywood ist besser als Latein" | 6723   | 3      |

## In Zagreb
In de finale van het Eurovisiesongfestival 1990 moest Duitsland optreden als 13de, net na Zwitserland en voor Frankrijk. Op het einde van de stemming bleek dat ze op een 9de plaats geëindigd waren met 60 punten.
Men ontving 1 keer het maximum van de punten.
Nederland  en België gaven respectievelijk 0 en 6 punten aan deze inzending.

### Gekregen punten
| 12 punten   | 10 punten             | 8 punten     | 7 punten              | 6 punten  |
| ----------- | --------------------- | ------------ | --------------------- | --------- |
| - Luxemburg | - Ierland             | - Spanje     | - Verenigd Koninkrijk | - België  |
| 5 punten    | 4 punten              | 3 punten     | 2 punten              | 1 punt    |
| - Italië    | - Denemarken - Zweden | - Oostenrijk |                       | - IJsland |

### Gegeven punten
Punten gegeven in de finale:
| 12 punten | Spanje              |
| 10 punten | Frankrijk           |
| 8 punten  | België              |
| 7 punten  | Ierland             |
| 6 punten  | Italië              |
| 5 punten  | Turkije             |
| 4 punten  | Israël              |
| 3 punten  | Luxemburg           |
| 2 punten  | Zweden              |
| 1 punt    | Verenigd Koninkrijk |

1956 · 1957 · 1958 · 1959 · 1960 · 1961 · 1962 · 1963 · 1964 · 1965 · 1966 · 1967 · 1968 · 1969 · 1970 · 1971 · 1972 · 1973 · 1974 · 1975 · 1976 · 1977 · 1978 · 1979 · 1980 · 1981 · 1982 · 1983 · 1984 · 1985 · 1986 · 1987 · 1988 · 1989 · 1990 · 1991 · 1992 · 1993 · 1994 · 1995 · 1996 · 1997 · 1998 · 1999 · 2000 · 2001 · 2002 · 2003 · 2004 · 2005 · 2006 · 2007 · 2008 · 2009 · 2010 · 2011 · 2012 · 2013 · 2014 · 2015 · 2016 · 2017 · 2018 · 2019 · 2020 · 2021 · 2022 · 2023 · 2024 · 2025